# Rue Gaston-Cornavin
La rue Gaston-Cornavin est une voie de circulation se trouvant à Ivry-sur-Seine.

## Situation et accès

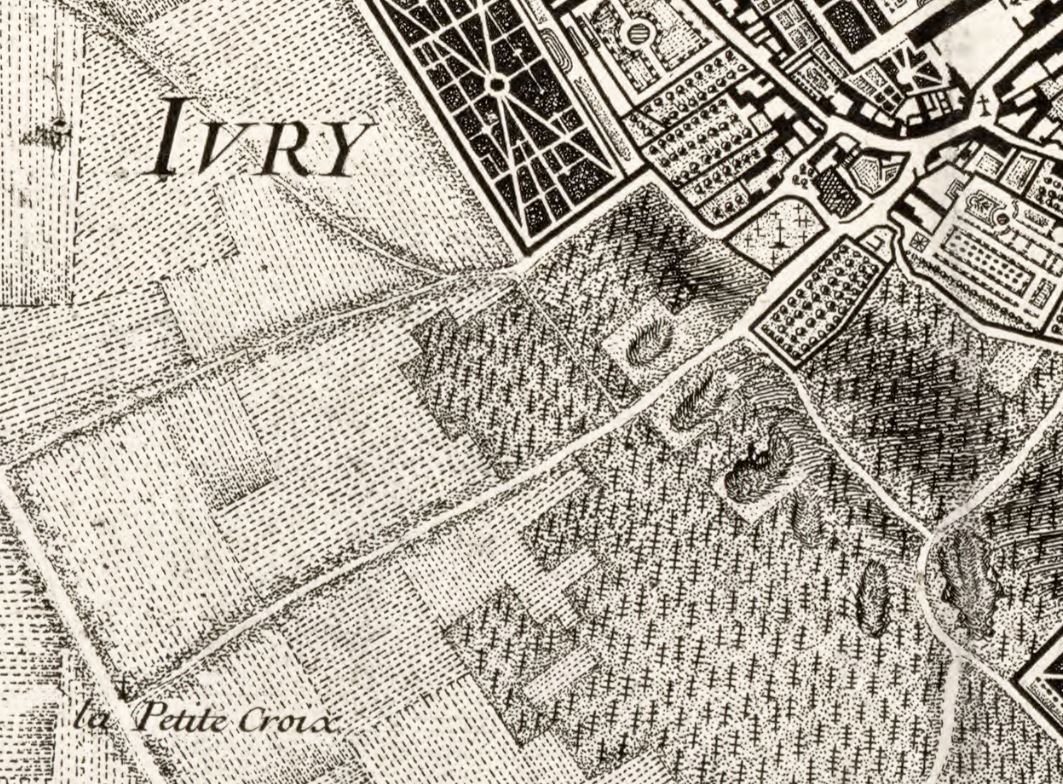
La rue et le cimetière ancien sur le plan de Roussel en 1731.

Cette rue, orientée du sud-ouest au nord-est, commence à la rue Michelet, au croisement de la rue Jean-Le-Galleu et de la rue Marcel-Hartmann (anciennement route stratégique du Fort de Bicêtre au Fort d’Ivry). Accusant une forte déclivité, elle descend du plateau d'Ivry vers le centre historique de la ville. Elle se termine au carrefour de la rue Robespierre et de l'avenue Maurice-Thorez, dans l'axe de l'avenue Georges-Gosnat qui mène à la Seine.
Elle est desservie par la station de métro Mairie d'Ivry sur la ligne 7 du métro de Paris.

## Origine du nom

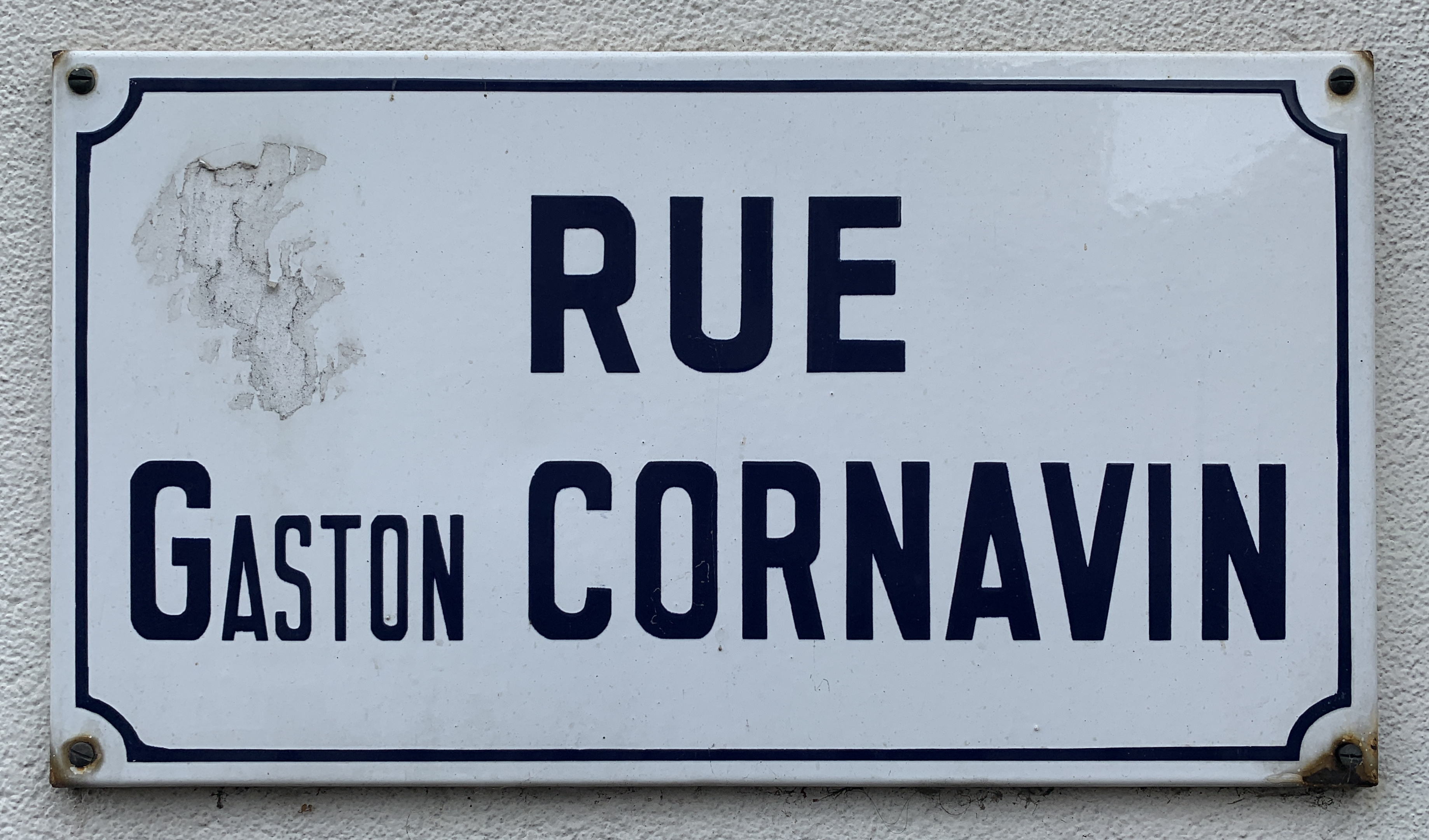
Rue Gaston-Cornavin ; plaque en tôle émaillée, janvier 2021.

Cette rue porte le nom de Gaston Cornavin, homme politique français, arrêté en novembre 1939 comme membre du groupe parlementaire communiste, détenu à la maison d'arrêt du Puy, à la prison de Nîmes , puis déporté en Algérie,.

## Historique
Cette voie de communication apparaît en 1750 sur la carte de Cassini, comme un chemin partant de l'ancienne route de Choisy, longeant le sud de l'église, et menant à la Seine.
La « rue Jean-Picourt » - son ancien nom - date au moins de 1882, car le Bulletin de la Ville de Paris du 29 mai de cette année donne l'autorisation aux habitants d'Ivry d'utiliser les galeries construites par la ville de Paris à cet endroit et rue de Seine (aujourd'hui avenue Georges-Gosnat et rue Lénine) pour y loger les conduites de refoulement de l'usine élévatoire à vapeur, située au bord de la Seine, quai Henri-Pourchasse.
En 1895, l'urbanisation croissante de la ville entraine l'élargissement de cette rue, encore couramment appelée « chemin vicinal ordinaire numéro 1 », entre la place de la République et la rue des Malicots.
En 1904, cette rue est représentée sur un tableau intitulé La rue Jean Picourt, œuvre de Victor Menu, et qui orne l'Hôtel de Ville. C'était à l'époque une voie champêtre qui menait au centre d’Ivry.
En 1934, s'étendait encore une zone de servitude entre cette rue et le fort d'Ivry.
La « rue Jean-Picourt » prend le nom de « rue Gaston-Cornavin » par décision du conseil municipal, du 27 juillet 1945.

## Bâtiments remarquables et lieux de mémoire
- Église Saint-Pierre-Saint-Paul d'Ivry-sur-Seine, à l'angle de l'avenue Maurice-Thorez, mentionnée pour la première fois en 1158.
- Cimetière ancien d'Ivry-sur-Seine[7], mentionné par l'abbé Lebeuf en 1757[8].
- Espace Robespierre, salle d'activités municipales, ancienne école d'apprentissage construite en 1939[9].

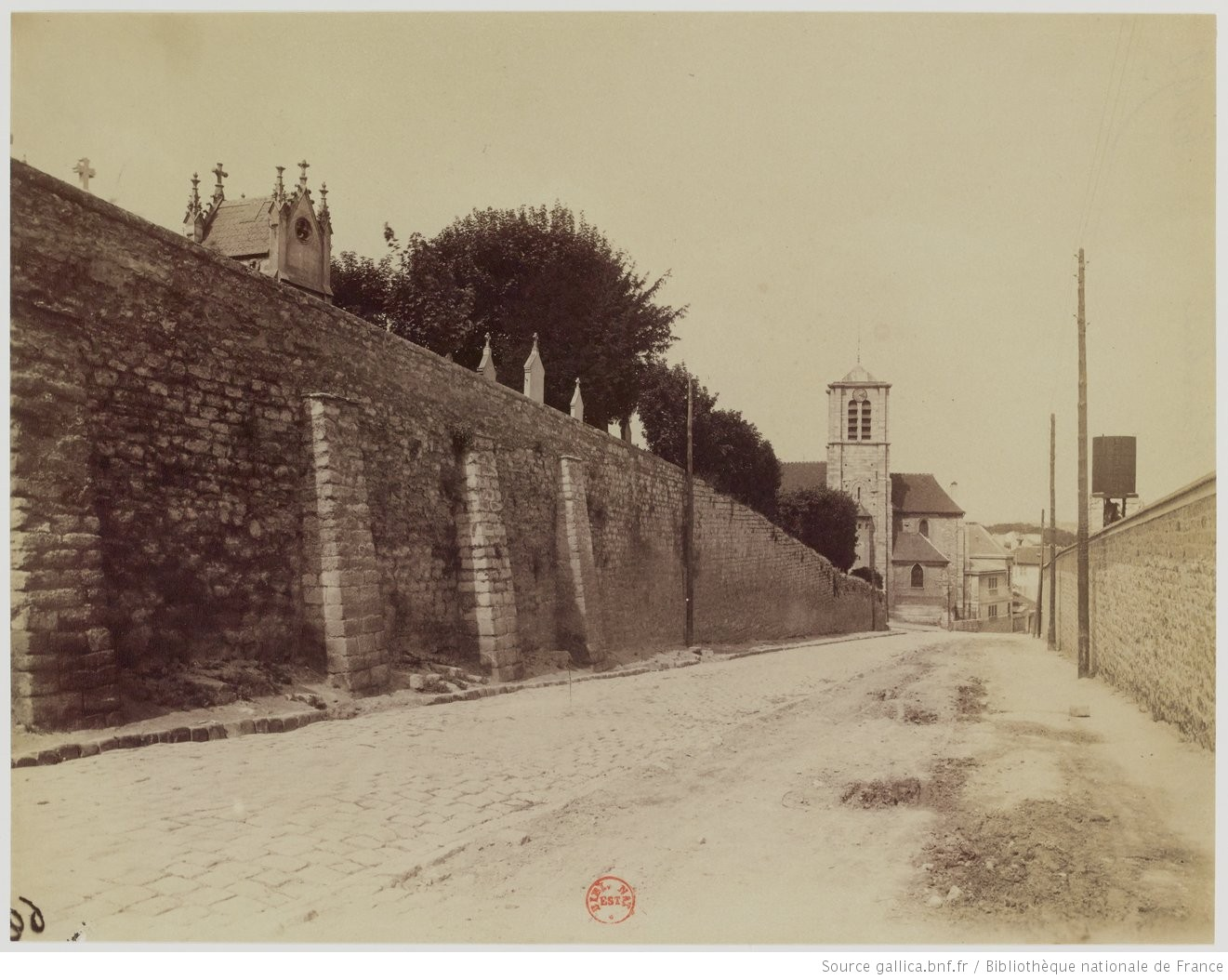
Photographie d'Eugène Atget, vers 1900.
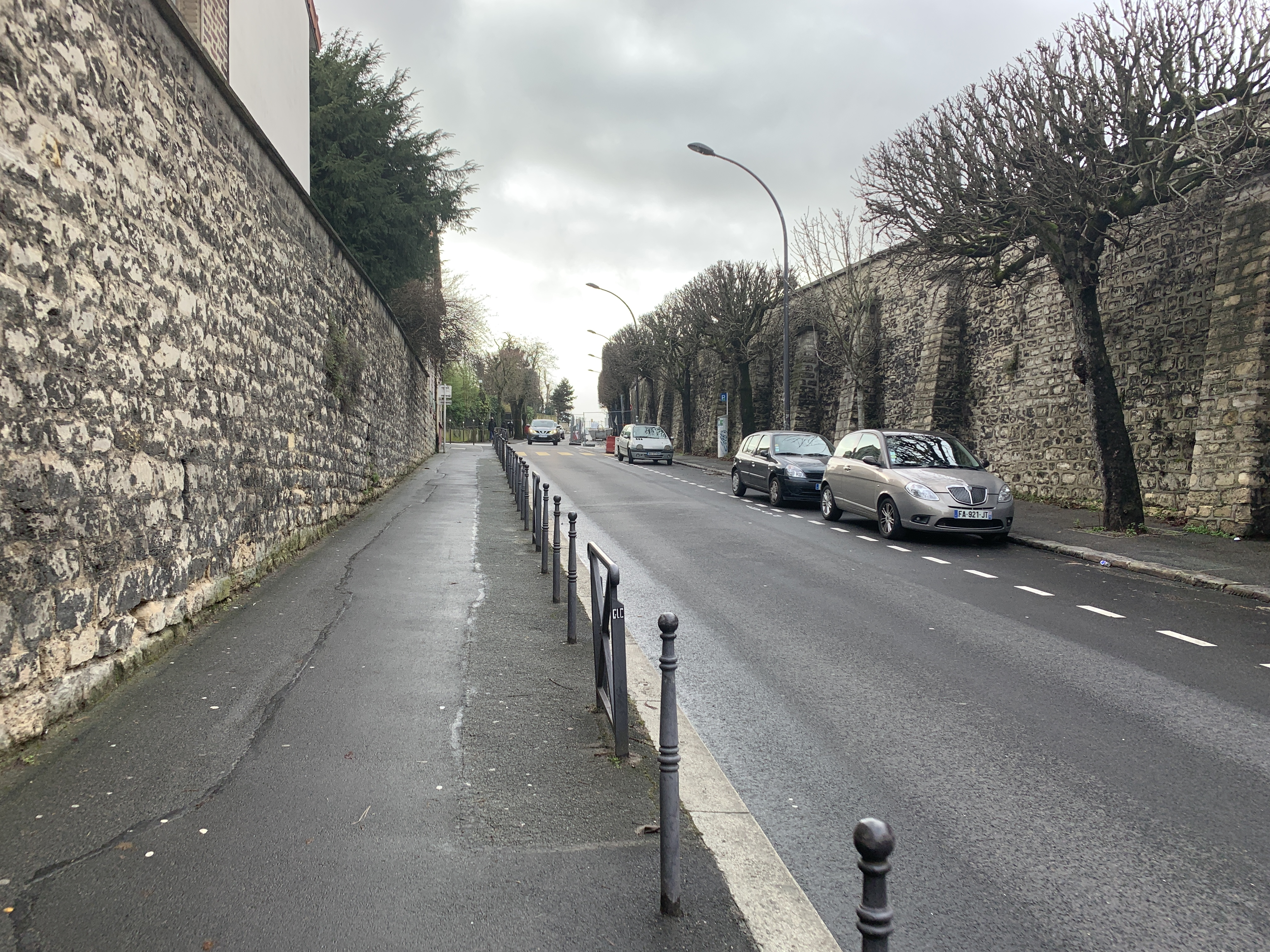
La rue Gaston-Cornavin en 2021.
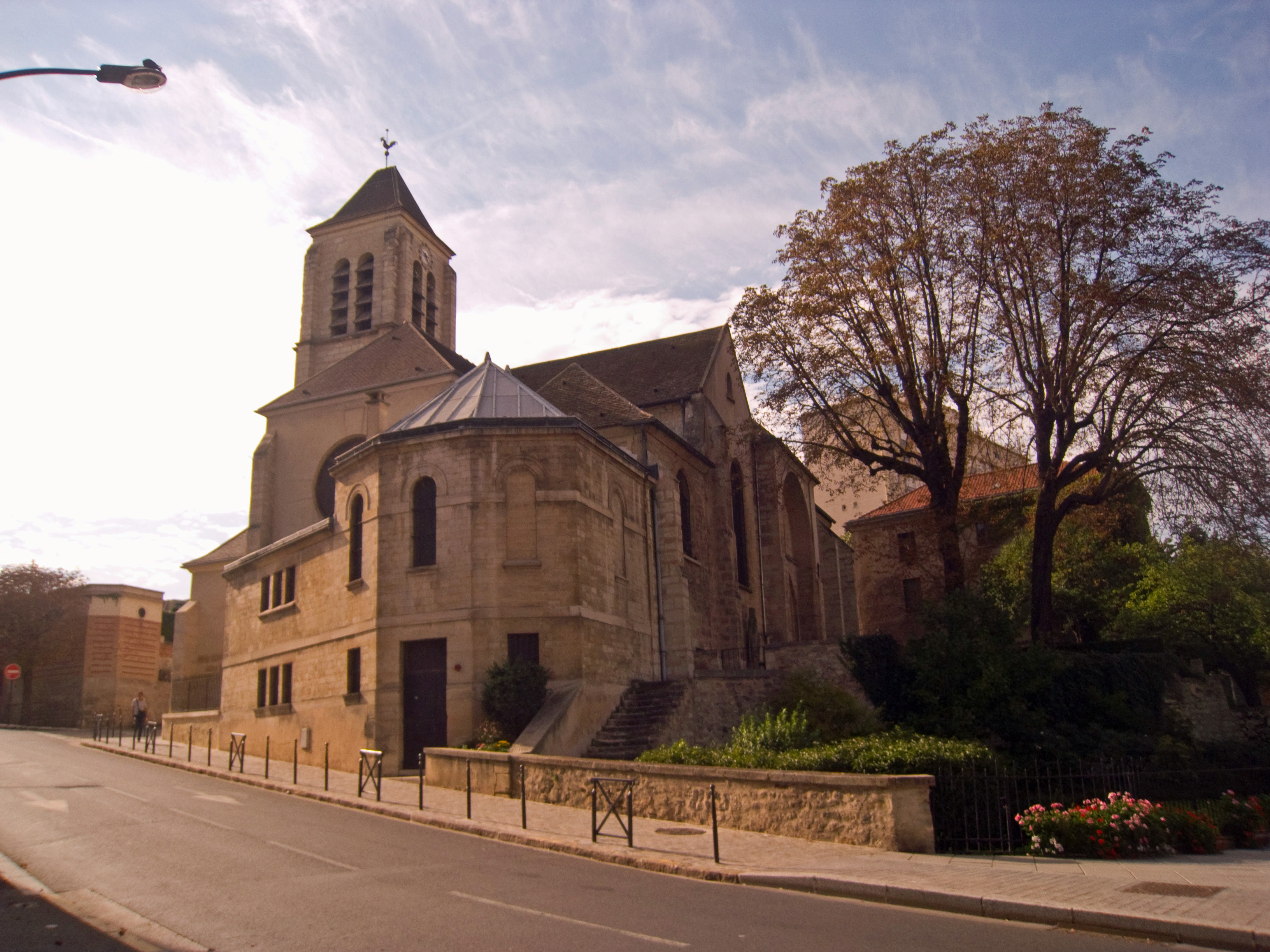
L'église Saint-Pierre-Saint-Paul, vue de la rue.